# Geolycosa subvittata
Geolycosa subvittata este o specie de păianjeni din genul Geolycosa, familia Lycosidae. A fost descrisă pentru prima dată de Pocock, 1900. Conform Catalogue of Life specia Geolycosa subvittata nu are subspecii cunoscute.